# جانستون، پمبروکشر
جانستون (به انگلیسی: Johnston) یک منطقهٔ مسکونی در بریتانیا است که در پمبروکشر واقع شده‌است. جانستون ۱٬۹۴۱ نفر جمعیت دارد.